# Clasificación para la Copa Asiática 2019
La Clasificación para la Copa Asiática 2019 fue el torneo que determinó a los clasificados para la XVII edición de la Copa Asiática, inició el 12 de marzo de 2015 y culminó el 27 de marzo de 2018.
El 16 de abril de 2014 el Comité Ejecutivo de la AFC aprobó la propuesta de hacer que las dos primeras rondas de la clasificación para la Copa Asiática 2019 sean a su vez las primeras dos rondas de la clasificación de AFC para la Copa Mundial de Fútbol de 2018.

## Equipos participantes
De las 47 asociaciones nacionales afiliadas a la AFC 46 participarán en el proceso clasificatorio, la selección de las Islas Marianas del Norte no participará del torneo.
Para determinar las selecciones que inician su participación en la primera ronda y las que ingresan en la segunda ronda se clasificaron a los equipos de acuerdo al ranking FIFA publicado el 8 de enero de 2015, las doce selecciones con el ranking más bajo inician en la primera ronda, el resto de equipos ingresan en la segunda ronda.
Entre paréntesis se indica el puesto de cada selección en el ranking FIFA tomado en consideración.
| Equipos en primera ronda | Equipos en segunda ronda | Equipos en segunda ronda |
| --- | --- | --- |
| 35. India (171) 36. Sri Lanka (172) 37. Yemen (176) 38. Camboya (179) 39. China Taipéi (182) 40. Timor Oriental (185) 41. Nepal (186) 42. Macao (186) 43. Pakistán (188) 44. Mongolia (194) 45. Brunéi (198) 46. Bután (209) | 18. Maldivas (131) 19. Vietnam (133) 20. Tayikistán (136) 21. Birmania (141) 22. Afganistán (142) 23. Tailandia (144) 24. Turkmenistán (147) 25. Corea del Norte (150) 26. Siria (151) 27. Kirguistán (152) 28. Malasia (154) 29. Hong Kong (156) 30. Singapur (157) 31. Indonesia (159) 32. Laos (160) 33. Guam (161) 34. Bangladés (165) | 1. Irán (51) 2. Japón (54) 3. Corea del Sur (69) 4. Uzbekistán (71) 5. Emiratos Árabes Unidos (80) 6. Catar (92) 7. Omán (93) 8. Jordania (93) 9. China (96) 10. Australia (100) 11. Arabia Saudita (102) 12. Baréin (110) 13. Irak (114) 14. Palestina (115) 15. Líbano (122) 16. Kuwait (125) 17. Filipinas (129) |

### Sorteos
La primera ronda se sorteó el 10 de febrero de 2015 en la Casa de la AFC en Kuala Lumpur, Malasia con la participación de las 12 selecciones asiáticas con la ubicación más baja del ranking FIFA de enero de 2015. Los equipos fueron distribuidos en dos bombos, los posicionados del puesto 35 al 40 en el bombo 1 y los ubicados del puesto 41 al 46 en el bombo 2, las ocho llaves se conformaron con un equipo de cada bombo.
El sorteo de la segunda ronda se realizó el 14 de abril de 2015 en el hotel JW Marriott en Kuala Lumpur, Malasia, en el estuvieron involucradas las 6 selecciones ganadoras de la ronda anterior y el resto de selecciones participantes que ingresaron en esta etapa. Las 40 selecciones fueron distribuidos en 5 bombos de 8 equipos de acuerdo a su ubicación en el ranking FIFA publicado el 9 de abril de 2015, los 8 grupos quedaron conformados con un equipo de cada bombo.
El sorteo de la tercera ronda se llevará a cabo en lugar y fecha por determinar.

## Formato de competición
El proceso clasificatorio a la Copa Asiática brinda 23 cupos a dicha competición. Consta de 4 rondas:
Las 12 selecciones participantes en la primera ronda formaron 6 series de 2 equipos y se enfrentaron en partidos de ida y vuelta con un sistema de eliminación directa. El ganador de cada serie clasificó a la segunda ronda.
En la segunda ronda ingresaron a la competición las 34 selecciones restantes las cuales, junto a las 6 selecciones procedentes de la ronda anterior, fueron distribuidas en 8 grupos de 5 equipos. Cada equipo juega contra sus cuatro rivales de grupo en partidos de ida y vuelta con un sistema de todos contra todos. Los que finalicen en el primer lugar de cada grupo, junto con los cuatro mejores segundos (es decir, 12 en total), clasificarán automáticamente a la Copa Asiática 2019. Los cuatro peores segundos, los ubicados en la tercera posición de cada grupo, y los cuatro mejores cuartos accederán a la tercera ronda. Los cuatro cuartos restantes y los últimos de cada grupo deberán disputar la ronda de play-offs.
En la ronda de play-offs, participarán 11 selecciones (en lugar de las 12 que estaban pautadas en un principio, esto debido a la descalificación de Indonesia). De ellas, saldrán 8 que pasarán a la tercera ronda de la clasificatoria. El formato de esta instancia aún no ha quedado definido.
La tercera ronda será disputada por 24 equipos: los 16 clasificados de la segunda ronda y los 8 ganadores de los play-offs. Serán divididos en seis grupos de cuatro cada uno. Cada selección enfrenta a sus rivales de grupo en partidos de ida y vuelta bajo el sistema de todos contra todos. De esta instancia saldrán los restantes clasificados a la Copa Asiática 2019.
Teniendo en cuenta que las primeras dos rondas de la eliminatoria coinciden con las de la clasificación asiática al Mundial 2018, Emiratos Árabes Unidos (país que albergará la Copa Asiática) debe participar del proceso. Por ello, la cantidad de equipos que clasifiquen a la cita continental desde la segunda y tercera ronda dependerá de la suerte de dicho seleccionado a lo largo de la competencia. Si Emiratos Árabes Unidos integra el grupo de las 12 selecciones que, teóricamente, clasifican a la Copa Asiática desde la segunda ronda, entonces las 11 restantes la acompañarán y los otros 12 cupos serán definidos en la tercera ronda. Sin embargo, si esto no ocurriera, accederán a la cita las 12 clasificadas correspondientes de la segunda ronda, y la cantidad de plazas en la última instancia se reducirá a 11.

## Primera ronda
Doce selecciones, distribuidas en 6 series de 2 equipos, participaron en esta ronda, los enfrentamientos quedaron definidos mediante un sorteo realizado el 10 de febrero de 2015 en Kuala Lumpur, Malasia. Los partidos se llevaron a cabo del 12 al 23 de marzo de 2015 y clasificaron a la siguiente ronda los ganadores de cada serie.
| Fecha               | Lugar                 | Local          |                           | Resultado                                                  |                           | Visitante      |
| ------------------- | --------------------- | -------------- | ------------------------- | ---------------------------------------------------------- | ------------------------- | -------------- |
| 12 de marzo de 2015 | Guwahati              | India          | Bandera de la India       | 2 – 0 Archivado el 27 de marzo de 2015 en Wayback Machine. | Bandera de Nepal          | Nepal          |
| 17 de marzo de 2015 | Katmandú              | Nepal          | Bandera de Nepal          | 0 – 0 Archivado el 2 de abril de 2015 en Wayback Machine.  | Bandera de la India       | India          |
| 12 de marzo de 2015 | Doha (Catar)          | Yemen          | Bandera de Yemen          | 3 – 1 Archivado el 26 de marzo de 2015 en Wayback Machine. | Bandera de Pakistán       | Pakistán       |
| 23 de marzo de 2015 | Madinat 'Isa (Baréin) | Pakistán       | Bandera de Pakistán       | 0 – 0 Archivado el 2 de abril de 2015 en Wayback Machine.  | Bandera de Yemen          | Yemen          |
| 12 de marzo de 2015 | Dili                  | Timor Oriental | Bandera de Timor Oriental | 4 – 1 Archivado el 26 de marzo de 2015 en Wayback Machine. | Bandera de Mongolia       | Mongolia       |
| 17 de marzo de 2015 | Ulán Bator            | Mongolia       | Bandera de Mongolia       | 0 – 1 Archivado el 2 de abril de 2015 en Wayback Machine.  | Bandera de Timor Oriental | Timor Oriental |
| 12 de marzo de 2015 | Nom Pen               | Camboya        | Bandera de Camboya        | 3 – 0 Archivado el 2 de abril de 2015 en Wayback Machine.  | Bandera de Macao          | Macao          |
| 17 de marzo de 2015 | Taipa                 | Macao          | Bandera de Macao          | 1 – 1 Archivado el 2 de abril de 2015 en Wayback Machine.  | Bandera de Camboya        | Camboya        |
| 12 de marzo de 2015 | Kaohsiung             | China Taipéi   | Bandera de China Taipéi   | 0 – 1 Archivado el 2 de abril de 2015 en Wayback Machine.  | Bandera de Brunéi         | Brunéi         |
| 17 de marzo de 2015 | Bandar Seri Begawan   | Brunéi         | Bandera de Brunéi         | 0 – 2 Archivado el 2 de abril de 2015 en Wayback Machine.  | Bandera de China Taipéi   | China Taipéi   |
| 12 de marzo de 2015 | Colombo               | Sri Lanka      | Bandera de Sri Lanka      | 0 – 1 Archivado el 2 de abril de 2015 en Wayback Machine.  | Bandera de Bután          | Bután          |
| 17 de marzo de 2015 | Timbu                 | Bután          | Bandera de Bután          | 2 – 1 Archivado el 2 de abril de 2015 en Wayback Machine.  | Bandera de Sri Lanka      | Sri Lanka      |

## Segunda ronda
Treinta y nueve selecciones, divididas en 6 grupos de 5 equipos y uno de 4 equipos, participan en esta ronda, seis procedentes de la ronda anterior y 33 que iniciaron su participación en esta instancia, los grupos quedaron conformados mediante un sorteo realizado el 14 de abril de 2015 en Kuala Lumpur, Malasia. Los partidos se llevaron a cabo del 24 de mayo de 2015 al 29 de marzo de 2016 y clasificaron a la Copa Asiática 2019 los ganadores de grupo y los 4 mejores segundos.
Indonesia fue descalificada por la FIFA antes de iniciar su participación en la segunda ronda.
     – Clasificados a la Copa Asiática 2019.
     – Clasificados a la Tercera ronda.
     – Clasificados a la Ronda de Play-offs.

### Grupo A
| Selección              | Pts. | PJ | PG | PE | PP | GF | GC | Dif |
| ---------------------- | ---- | -- | -- | -- | -- | -- | -- | --- |
| Arabia Saudita         | 20   | 8  | 6  | 2  | 0  | 28 | 4  | 24  |
| Emiratos Árabes Unidos | 17   | 8  | 5  | 2  | 1  | 25 | 4  | 21  |
| Palestina              | 12   | 8  | 3  | 3  | 2  | 22 | 6  | 16  |
| Malasia                | 4    | 8  | 1  | 1  | 6  | 3  | 30 | -27 |
| Timor Oriental         | 2    | 8  | 0  | 2  | 6  | 2  | 36 | -34 |

| Fecha                   | Lugar               | Local                  |                                   | Resultado                                                       |                                   | Visitante              |
| ----------------------- | ------------------- | ---------------------- | --------------------------------- | --------------------------------------------------------------- | --------------------------------- | ---------------------- |
| 11 de junio de 2015     | Dammam              | Arabia Saudita         | Bandera de Arabia Saudita         | 3 – 2                                                           | Bandera de Palestina              | Palestina              |
| 11 de junio de 2015     | Kuala Lumpur        | Malasia                | Bandera de Malasia                | 1 – 1                                                           | Bandera de Timor Oriental         | Timor Oriental         |
| 16 de junio de 2015     | Shah Alam (Malasia) | Timor Oriental         | Bandera de Timor Oriental         | 0 – 1                                                           | Bandera de Emiratos Árabes Unidos | Emiratos Árabes Unidos |
| 16 de junio de 2015     | Kuala Lumpur        | Malasia                | Bandera de Malasia                | 0 – 6                                                           | Bandera de Palestina              | Palestina              |
| 3 de septiembre de 2015 | Abu Dabi            | Emiratos Árabes Unidos | Bandera de Emiratos Árabes Unidos | 10 – 0                                                          | Bandera de Malasia                | Malasia                |
| 3 de septiembre de 2015 | Yeda                | Arabia Saudita         | Bandera de Arabia Saudita         | 7 – 0                                                           | Bandera de Timor Oriental         | Timor Oriental         |
| 8 de septiembre de 2015 | Shah Alam           | Malasia                | Bandera de Malasia                | 0 – 3 Archivado el 14 de septiembre de 2015 en Wayback Machine. | Bandera de Arabia Saudita         | Arabia Saudita         |
| 8 de septiembre de 2015 | Al-Ram              | Palestina              | Bandera de Palestina              | 0 – 0                                                           | Bandera de Emiratos Árabes Unidos | Emiratos Árabes Unidos |
| 8 de octubre de 2015    | Dili                | Timor Oriental         | Bandera de Timor Oriental         | 1 – 1                                                           | Bandera de Palestina              | Palestina              |
| 8 de octubre de 2015    | Yeda                | Arabia Saudita         | Bandera de Arabia Saudita         | 2 – 1                                                           | Bandera de Emiratos Árabes Unidos | Emiratos Árabes Unidos |
| 5 de noviembre de 2015  | Amán (Jordania)     | Palestina              | Bandera de Palestina              | 0 – 0                                                           | Bandera de Arabia Saudita         | Arabia Saudita         |
| 13 de octubre de 2015   | Dili                | Timor Oriental         | Bandera de Timor Oriental         | 0 – 1                                                           | Bandera de Malasia                | Malasia                |
| 12 de noviembre de 2015 | Abu Dabi            | Emiratos Árabes Unidos | Bandera de Emiratos Árabes Unidos | 8 – 0                                                           | Bandera de Timor Oriental         | Timor Oriental         |
| 12 de noviembre de 2015 | Amán (Jordania)     | Palestina              | Bandera de Palestina              | 6 – 0                                                           | Bandera de Malasia                | Malasia                |
| 17 de noviembre de 2015 | Shah Alam           | Malasia                | Bandera de Malasia                | 1 – 2                                                           | Bandera de Emiratos Árabes Unidos | Emiratos Árabes Unidos |
| 17 de noviembre de 2015 | Dili                | Timor Oriental         | Bandera de Timor Oriental         | 0 – 10                                                          | Bandera de Arabia Saudita         | Arabia Saudita         |
| 24 de marzo de 2016     | Yeda                | Arabia Saudita         | Bandera de Arabia Saudita         | 2 – 0                                                           | Bandera de Malasia                | Malasia                |
| 24 de marzo de 2016     | Abu Dabi            | Emiratos Árabes Unidos | Bandera de Emiratos Árabes Unidos | 2 – 0                                                           | Bandera de Palestina              | Palestina              |
| 29 de marzo de 2016     | Hebrón              | Palestina              | Bandera de Palestina              | 7 – 0                                                           | Bandera de Timor Oriental         | Timor Oriental         |
| 29 de marzo de 2016     | Abu Dabi            | Emiratos Árabes Unidos | Bandera de Emiratos Árabes Unidos | 1 – 1                                                           | Bandera de Arabia Saudita         | Arabia Saudita         |

### Grupo B
| Selección  | Pts. | PJ | PG | PE | PP | GF | GC | Dif |
| ---------- | ---- | -- | -- | -- | -- | -- | -- | --- |
| Australia  | 21   | 8  | 7  | 0  | 1  | 29 | 4  | 25  |
| Jordania   | 16   | 8  | 5  | 1  | 2  | 21 | 7  | 14  |
| Kirguistán | 14   | 8  | 4  | 2  | 2  | 10 | 8  | 2   |
| Tayikistán | 5    | 8  | 1  | 2  | 5  | 9  | 20 | -11 |
| Bangladés  | 1    | 8  | 0  | 1  | 7  | 2  | 32 | -30 |

| Fecha                   | Lugar    | Local      |                       | Resultado |                       | Visitante  |
| ----------------------- | -------- | ---------- | --------------------- | --------- | --------------------- | ---------- |
| 11 de junio de 2015     | Dusambé  | Tayikistán | Bandera de Tayikistán | 1 – 3     | Bandera de Jordania   | Jordania   |
| 11 de junio de 2015     | Daca     | Bangladés  | Bandera de Bangladés  | 1 – 3     | Bandera de Kirguistán | Kirguistán |
| 16 de junio de 2015     | Biskek   | Kirguistán | Bandera de Kirguistán | 1 – 2     | Bandera de Australia  | Australia  |
| 16 de junio de 2015     | Daca     | Bangladés  | Bandera de Bangladés  | 1 – 1     | Bandera de Tayikistán | Tayikistán |
| 3 de septiembre de 2015 | Perth    | Australia  | Bandera de Australia  | 5 – 0     | Bandera de Bangladés  | Bangladés  |
| 3 de septiembre de 2015 | Amán     | Jordania   | Bandera de Jordania   | 0 – 0     | Bandera de Kirguistán | Kirguistán |
| 8 de septiembre de 2015 | Daca     | Bangladés  | Bandera de Bangladés  | 0 – 4     | Bandera de Jordania   | Jordania   |
| 8 de septiembre de 2015 | Dusambé  | Tayikistán | Bandera de Tayikistán | 0 – 3     | Bandera de Australia  | Australia  |
| 8 de octubre de 2015    | Biskek   | Kirguistán | Bandera de Kirguistán | 2 – 2     | Bandera de Tayikistán | Tayikistán |
| 8 de octubre de 2015    | Amán     | Jordania   | Bandera de Jordania   | 2 – 0     | Bandera de Australia  | Australia  |
| 13 de octubre de 2015   | Amán     | Jordania   | Bandera de Jordania   | 3 – 0     | Bandera de Tayikistán | Tayikistán |
| 13 de octubre de 2015   | Biskek   | Kirguistán | Bandera de Kirguistán | 2 – 0     | Bandera de Bangladés  | Bangladés  |
| 12 de noviembre de 2015 | Canberra | Australia  | Bandera de Australia  | 3 – 0     | Bandera de Kirguistán | Kirguistán |
| 12 de noviembre de 2015 | Dusambé  | Tayikistán | Bandera de Tayikistán | 5 – 0     | Bandera de Bangladés  | Bangladés  |
| 17 de noviembre de 2015 | Daca     | Bangladés  | Bandera de Bangladés  | 0 – 4     | Bandera de Australia  | Australia  |
| 17 de noviembre de 2015 | Biskek   | Kirguistán | Bandera de Kirguistán | 1 – 0     | Bandera de Jordania   | Jordania   |
| 24 de marzo de 2016     | Amán     | Jordania   | Bandera de Jordania   | 8 – 0     | Bandera de Bangladés  | Bangladés  |
| 24 de marzo de 2016     | Adelaide | Australia  | Bandera de Australia  | 7 – 0     | Bandera de Tayikistán | Tayikistán |
| 29 de marzo de 2016     | Dusambé  | Tayikistán | Bandera de Tayikistán | 0 – 1     | Bandera de Kirguistán | Kirguistán |
| 29 de marzo de 2016     | Sídney   | Australia  | Bandera de Australia  | 5 – 1     | Bandera de Jordania   | Jordania   |

### Grupo C
| Selección | Pts. | PJ | PG | PE | PP | GF | GC | Dif |
| --------- | ---- | -- | -- | -- | -- | -- | -- | --- |
| Catar     | 21   | 8  | 7  | 0  | 1  | 29 | 4  | 25  |
| China     | 17   | 8  | 5  | 2  | 1  | 27 | 1  | 26  |
| Hong Kong | 14   | 8  | 4  | 2  | 2  | 13 | 5  | 8   |
| Maldivas  | 6    | 8  | 2  | 0  | 6  | 8  | 20 | -12 |
| Bután     | 0    | 8  | 0  | 0  | 8  | 5  | 52 | -47 |

| Fecha                   | Lugar            | Local     |                                       | Resultado |                                       | Visitante |
| ----------------------- | ---------------- | --------- | ------------------------------------- | --------- | ------------------------------------- | --------- |
| 11 de junio de 2015     | Malé             | Maldivas  | Bandera de las Maldivas               | 0 – 1     | Bandera de Catar                      | Catar     |
| 11 de junio de 2015     | Hong Kong        | Hong Kong | Bandera de Hong Kong                  | 7 – 0     | Bandera de Bután                      | Bután     |
| 16 de junio de 2015     | Timbu            | Bután     | Bandera de Bután                      | 0 – 6     | Bandera de la República Popular China | China     |
| 16 de junio de 2015     | Hong Kong        | Hong Kong | Bandera de Hong Kong                  | 2 – 0     | Bandera de las Maldivas               | Maldivas  |
| 3 de septiembre de 2015 | Shenzhen         | China     | Bandera de la República Popular China | 0 – 0     | Bandera de Hong Kong                  | Hong Kong |
| 3 de septiembre de 2015 | Doha             | Catar     | Bandera de Catar                      | 15 – 0    | Bandera de Bután                      | Bután     |
| 8 de septiembre de 2015 | Hong Kong        | Hong Kong | Bandera de Hong Kong                  | 2 – 3     | Bandera de Catar                      | Catar     |
| 8 de septiembre de 2015 | Shenyang (China) | Maldivas  | Bandera de las Maldivas               | 0 – 3     | Bandera de la República Popular China | China     |
| 8 de octubre de 2015    | Timbu            | Bután     | Bandera de Bután                      | 3 – 4     | Bandera de las Maldivas               | Maldivas  |
| 8 de octubre de 2015    | Doha             | Catar     | Bandera de Catar                      | 1 – 0     | Bandera de la República Popular China | China     |
| 13 de octubre de 2015   | Doha             | Catar     | Bandera de Catar                      | 4 – 0     | Bandera de las Maldivas               | Maldivas  |
| 13 de octubre de 2015   | Timbu            | Bután     | Bandera de Bután                      | 0 – 1     | Bandera de Hong Kong                  | Hong Kong |
| 12 de noviembre de 2015 | Changsha         | China     | Bandera de la República Popular China | 12 – 0    | Bandera de Bután                      | Bután     |
| 12 de noviembre de 2015 | Malé             | Maldivas  | Bandera de las Maldivas               | 0 – 1     | Bandera de Hong Kong                  | Hong Kong |
| 17 de noviembre de 2015 | Hong Kong        | Hong Kong | Bandera de Hong Kong                  | 0 – 0     | Bandera de la República Popular China | China     |
| 17 de noviembre de 2015 | Timbu            | Bután     | Bandera de Bután                      | 0 – 3     | Bandera de Catar                      | Catar     |
| 24 de marzo de 2016     | Doha             | Catar     | Bandera de Catar                      | 2 – 0     | Bandera de Hong Kong                  | Hong Kong |
| 24 de marzo de 2016     | Wuhan            | China     | Bandera de la República Popular China | 4 – 0     | Bandera de las Maldivas               | Maldivas  |
| 29 de marzo de 2016     | Malé             | Maldivas  | Bandera de las Maldivas               | 4 – 2     | Bandera de Bután                      | Bután     |
| 29 de marzo de 2016     | Xi'an            | China     | Bandera de la República Popular China | 2 – 0     | Bandera de Catar                      | Catar     |

### Grupo D
| Selección    | Pts. | PJ | PG | PE | PP | GF | GC | Dif |
| ------------ | ---- | -- | -- | -- | -- | -- | -- | --- |
| Irán         | 20   | 8  | 6  | 2  | 0  | 26 | 3  | 23  |
| Omán         | 14   | 8  | 4  | 2  | 2  | 11 | 7  | 4   |
| Turkmenistán | 13   | 8  | 4  | 1  | 3  | 10 | 11 | -1  |
| Guam         | 7    | 8  | 2  | 1  | 5  | 3  | 16 | -13 |
| India        | 3    | 8  | 1  | 0  | 7  | 5  | 18 | -13 |

| Fecha                   | Lugar     | Local        |                         | Resultado |                         | Visitante    |
| ----------------------- | --------- | ------------ | ----------------------- | --------- | ----------------------- | ------------ |
| 11 de junio de 2015     | Bangalore | India        | Bandera de la India     | 1 – 2     | Bandera de Omán         | Omán         |
| 11 de junio de 2015     | Dededo    | Guam         | Bandera de Guam         | 1 – 0     | Bandera de Turkmenistán | Turkmenistán |
| 16 de junio de 2015     | Daşoguz   | Turkmenistán | Bandera de Turkmenistán | 1 – 1     | Bandera de Irán         | Irán         |
| 16 de junio de 2015     | Dededo    | Guam         | Bandera de Guam         | 2 – 1     | Bandera de la India     | India        |
| 3 de septiembre de 2015 | Teherán   | Irán         | Bandera de Irán         | 6 – 0     | Bandera de Guam         | Guam         |
| 3 de septiembre de 2015 | Seeb      | Omán         | Bandera de Omán         | 3 – 1     | Bandera de Turkmenistán | Turkmenistán |
| 8 de septiembre de 2015 | Dededo    | Guam         | Bandera de Guam         | 0 – 0     | Bandera de Omán         | Omán         |
| 8 de septiembre de 2015 | Bangalore | India        | Bandera de la India     | 0 – 3     | Bandera de Irán         | Irán         |
| 8 de octubre de 2015    | Asjabad   | Turkmenistán | Bandera de Turkmenistán | 2 – 1     | Bandera de la India     | India        |
| 8 de octubre de 2015    | Mascate   | Omán         | Bandera de Omán         | 1 – 1     | Bandera de Irán         | Irán         |
| 13 de octubre de 2015   | Mascate   | Omán         | Bandera de Omán         | 3 – 0     | Bandera de la India     | India        |
| 13 de octubre de 2015   | Asjabad   | Turkmenistán | Bandera de Turkmenistán | 1 – 0     | Bandera de Guam         | Guam         |
| 12 de noviembre de 2015 | Teherán   | Irán         | Bandera de Irán         | 3 – 1     | Bandera de Turkmenistán | Turkmenistán |
| 12 de noviembre de 2015 | Bangalore | India        | Bandera de la India     | 1 – 0     | Bandera de Guam         | Guam         |
| 17 de noviembre de 2015 | Dededo    | Guam         | Bandera de Guam         | 0 – 6     | Bandera de Irán         | Irán         |
| 17 de noviembre de 2015 | Asjabad   | Turkmenistán | Bandera de Turkmenistán | 2 – 1     | Bandera de Omán         | Omán         |
| 24 de marzo de 2016     | Mascate   | Omán         | Bandera de Omán         | 1 – 0     | Bandera de Guam         | Guam         |
| 24 de marzo de 2016     | Teherán   | Irán         | Bandera de Irán         | 4 – 0     | Bandera de la India     | India        |
| 29 de marzo de 2016     | Cochín    | India        | Bandera de la India     | 1 – 2     | Bandera de Turkmenistán | Turkmenistán |
| 29 de marzo de 2016     | Teherán   | Irán         | Bandera de Irán         | 2 – 0     | Bandera de Omán         | Omán         |

### Grupo E
| Selección  | Pts. | PJ | PG | PE | PP | GF | GC | Dif |
| ---------- | ---- | -- | -- | -- | -- | -- | -- | --- |
| Japón      | 22   | 8  | 7  | 1  | 0  | 27 | 0  | 27  |
| Siria      | 18   | 8  | 6  | 0  | 2  | 26 | 11 | 15  |
| Singapur   | 10   | 8  | 3  | 1  | 4  | 9  | 9  | 0   |
| Afganistán | 9    | 8  | 3  | 0  | 5  | 8  | 24 | -16 |
| Camboya    | 0    | 8  | 0  | 0  | 8  | 1  | 27 | -26 |

| Fecha                   | Lugar          | Local      |                       | Resultado |                       | Visitante  |
| ----------------------- | -------------- | ---------- | --------------------- | --------- | --------------------- | ---------- |
| 11 de junio de 2015     | Mashhad (Irán) | Afganistán | Bandera de Afganistán | 0 – 6     | Bandera de Siria      | Siria      |
| 11 de junio de 2015     | Nom Pen        | Camboya    | Bandera de Camboya    | 0 – 4     | Bandera de Singapur   | Singapur   |
| 16 de junio de 2015     | Saitama        | Japón      | Bandera de Japón      | 0 – 0     | Bandera de Singapur   | Singapur   |
| 16 de junio de 2015     | Nom Pen        | Camboya    | Bandera de Camboya    | 0 – 1     | Bandera de Afganistán | Afganistán |
| 3 de septiembre de 2015 | Saitama        | Japón      | Bandera de Japón      | 3 – 0     | Bandera de Camboya    | Camboya    |
| 3 de septiembre de 2015 | Mascate (Omán) | Siria      | Bandera de Siria      | 1 – 0     | Bandera de Singapur   | Singapur   |
| 8 de septiembre de 2015 | Nom Pen        | Camboya    | Bandera de Camboya    | 0 – 6     | Bandera de Siria      | Siria      |
| 8 de septiembre de 2015 | Teherán (Irán) | Afganistán | Bandera de Afganistán | 0 – 6     | Bandera de Japón      | Japón      |
| 8 de octubre de 2015    | Kallang        | Singapur   | Bandera de Singapur   | 1 – 0     | Bandera de Afganistán | Afganistán |
| 8 de octubre de 2015    | Seeb (Omán)    | Siria      | Bandera de Siria      | 0 – 3     | Bandera de Japón      | Japón      |
| 13 de octubre de 2015   | Mascate (Omán) | Siria      | Bandera de Siria      | 5 – 2     | Bandera de Afganistán | Afganistán |
| 13 de octubre de 2015   | Kallang        | Singapur   | Bandera de Singapur   | 2 – 1     | Bandera de Camboya    | Camboya    |
| 12 de noviembre de 2015 | Kallang        | Singapur   | Bandera de Singapur   | 0 – 3     | Bandera de Japón      | Japón      |
| 12 de noviembre de 2015 | Teherán (Irán) | Afganistán | Bandera de Afganistán | 3 – 0     | Bandera de Camboya    | Camboya    |
| 17 de noviembre de 2015 | Nom Pen        | Camboya    | Bandera de Camboya    | 0 – 2     | Bandera de Japón      | Japón      |
| 17 de noviembre de 2015 | Kallang        | Singapur   | Bandera de Singapur   | 1 – 2     | Bandera de Siria      | Siria      |
| 24 de marzo de 2016     | Seeb (Omán)    | Siria      | Bandera de Siria      | 6 – 0     | Bandera de Camboya    | Camboya    |
| 24 de marzo de 2016     | Saitama        | Japón      | Bandera de Japón      | 5 – 0     | Bandera de Afganistán | Afganistán |
| 29 de marzo de 2016     | Teherán (Irán) | Afganistán | Bandera de Afganistán | 2 – 1     | Bandera de Singapur   | Singapur   |
| 29 de marzo de 2016     | Saitama        | Japón      | Bandera de Japón      | 5 – 0     | Bandera de Siria      | Siria      |

### Grupo F
| Selección    | Pts.                   | PJ                     | PG                     | PE                     | PP                     | GF                     | GC                     | Dif                    |
| ------------ | ---------------------- | ---------------------- | ---------------------- | ---------------------- | ---------------------- | ---------------------- | ---------------------- | ---------------------- |
| Tailandia    | 14                     | 6                      | 4                      | 2                      | 0                      | 14                     | 6                      | 8                      |
| Irak         | 12                     | 6                      | 3                      | 3                      | 0                      | 13                     | 6                      | 7                      |
| Vietnam      | 7                      | 6                      | 2                      | 1                      | 3                      | 7                      | 8                      | -1                     |
| China Taipéi | 0                      | 6                      | 0                      | 0                      | 6                      | 5                      | 19                     | -14                    |
| Indonesia1   | Suspendido por la FIFA | Suspendido por la FIFA | Suspendido por la FIFA | Suspendido por la FIFA | Suspendido por la FIFA | Suspendido por la FIFA | Suspendido por la FIFA | Suspendido por la FIFA |

| Fecha                   | Lugar          | Local        |                         | Resultado |                         | Visitante    |
| ----------------------- | -------------- | ------------ | ----------------------- | --------- | ----------------------- | ------------ |
| 24 de mayo de 2015      | Bangkok        | Tailandia    | Bandera de Tailandia    | 1 – 0     | Bandera de Vietnam      | Vietnam      |
| 16 de junio de 2015     | Taipéi         | China Taipéi | Bandera de China Taipéi | 0 – 2     | Bandera de Tailandia    | Tailandia    |
| 3 de septiembre de 2015 | Teherán (Irán) | Irak         | Bandera de Irak         | 5 – 1     | Bandera de China Taipéi | China Taipéi |
| 8 de septiembre de 2015 | Taipéi         | China Taipéi | Bandera de China Taipéi | 1 – 2     | Bandera de Vietnam      | Vietnam      |
| 8 de septiembre de 2015 | Bangkok        | Tailandia    | Bandera de Tailandia    | 2 – 2     | Bandera de Irak         | Irak         |
| 8 de octubre de 2015    | Hanói          | Vietnam      | Bandera de Vietnam      | 1 – 1     | Bandera de Irak         | Irak         |
| 13 de octubre de 2015   | Hanói          | Vietnam      | Bandera de Vietnam      | 0 – 3     | Bandera de Tailandia    | Tailandia    |
| 12 de noviembre de 2015 | Bangkok        | Tailandia    | Bandera de Tailandia    | 4 – 2     | Bandera de China Taipéi | China Taipéi |
| 17 de noviembre de 2015 | Kaohsiung      | China Taipéi | Bandera de China Taipéi | 0 – 2     | Bandera de Irak         | Irak         |
| 24 de marzo de 2016     | Hanói          | Vietnam      | Bandera de Vietnam      | 4 – 1     | Bandera de China Taipéi | China Taipéi |
| 24 de marzo de 2016     | Teherán (Irán) | Irak         | Bandera de Irak         | 2 – 2     | Bandera de Tailandia    | Tailandia    |
| 29 de marzo de 2016     | Teherán (Irán) | Irak         | Bandera de Irak         | 1 – 0     | Bandera de Vietnam      | Vietnam      |

### Grupo G
| Selección     | Pts. | PJ | PG | PE | PP | GF | GC | Dif |
| ------------- | ---- | -- | -- | -- | -- | -- | -- | --- |
| Corea del Sur | 24   | 8  | 8  | 0  | 0  | 27 | 0  | 27  |
| Líbano        | 11   | 8  | 3  | 2  | 3  | 12 | 6  | 6   |
| Kuwait2       | 10   | 8  | 3  | 1  | 4  | 12 | 10 | 2   |
| Birmania      | 8    | 8  | 2  | 2  | 4  | 9  | 21 | -12 |
| Laos          | 4    | 8  | 1  | 1  | 6  | 6  | 29 | -23 |

| Fecha                   | Lugar               | Local         |                          | Resultado |                          | Visitante     |
| ----------------------- | ------------------- | ------------- | ------------------------ | --------- | ------------------------ | ------------- |
| 11 de junio de 2015     | Sidón               | Líbano        | Bandera de Líbano        | 0 – 1     | Bandera de Kuwait        | Kuwait        |
| 11 de junio de 2015     | Vientián            | Laos          | Bandera de Laos          | 2 – 2     | Bandera de Birmania      | Birmania      |
| 16 de junio de 2015     | Bangkok (Tailandia) | Birmania      | Bandera de Birmania      | 0 – 2     | Bandera de Corea del Sur | Corea del Sur |
| 16 de junio de 2015     | Vientián            | Laos          | Bandera de Laos          | 0 – 2     | Bandera de Líbano        | Líbano        |
| 3 de septiembre de 2015 | Hwaseong            | Corea del Sur | Bandera de Corea del Sur | 8 – 0     | Bandera de Laos          | Laos          |
| 3 de septiembre de 2015 | Doha (Catar)        | Kuwait        | Bandera de Kuwait        | 9 – 0     | Bandera de Birmania      | Birmania      |
| 8 de septiembre de 2015 | Vientián            | Laos          | Bandera de Laos          | 0 – 2     | Bandera de Kuwait        | Kuwait        |
| 8 de septiembre de 2015 | Sidón               | Líbano        | Bandera de Líbano        | 0 – 3     | Bandera de Corea del Sur | Corea del Sur |
| 8 de octubre de 2015    | Bangkok (Tailandia) | Birmania      | Bandera de Birmania      | 0 – 2     | Bandera de Líbano        | Líbano        |
| 8 de octubre de 2015    | Ciudad de Kuwait    | Kuwait        | Bandera de Kuwait        | 0 – 1     | Bandera de Corea del Sur | Corea del Sur |
| 13 de octubre de 2015   | Ciudad de Kuwait    | Kuwait        | Bandera de Kuwait        | 0 – 0     | Bandera de Líbano        | Líbano        |
| 13 de octubre de 2015   | Bangkok (Tailandia) | Birmania      | Bandera de Birmania      | 3 – 1     | Bandera de Laos          | Laos          |
| 12 de noviembre de 2015 | Suwon               | Corea del Sur | Bandera de Corea del Sur | 4 – 0     | Bandera de Birmania      | Birmania      |
| 12 de noviembre de 2015 | Beirut              | Líbano        | Bandera de Líbano        | 7 – 0     | Bandera de Laos          | Laos          |
| 17 de noviembre de 2015 | Vientián            | Laos          | Bandera de Laos          | 0 – 5     | Bandera de Corea del Sur | Corea del Sur |
| 17 de noviembre de 2015 | Bangkok (Tailandia) | Birmania      | Bandera de Birmania      | 3 – 0     | Bandera de Kuwait        | Kuwait        |
| 24 de marzo de 2016     | Ciudad de Kuwait    | Kuwait        | Bandera de Kuwait        | 0 – 3     | Bandera de Laos          | Laos          |
| 24 de marzo de 2016     | Ansan               | Corea del Sur | Bandera de Corea del Sur | 1 – 0     | Bandera de Líbano        | Líbano        |
| 29 de marzo de 2016     | Sidón               | Líbano        | Bandera de Líbano        | 1 – 1     | Bandera de Birmania      | Birmania      |
| 29 de marzo de 2016     | Daegu               | Corea del Sur | Bandera de Corea del Sur | 3 – 0     | Bandera de Kuwait        | Kuwait        |

### Grupo H
| Selección       | Pts. | PJ | PG | PE | PP | GF | GC | Dif |
| --------------- | ---- | -- | -- | -- | -- | -- | -- | --- |
| Uzbekistán      | 21   | 8  | 7  | 0  | 1  | 20 | 7  | 13  |
| Corea del Norte | 16   | 8  | 5  | 1  | 2  | 14 | 8  | 6   |
| Filipinas       | 10   | 8  | 3  | 1  | 4  | 8  | 12 | -4  |
| Baréin          | 9    | 8  | 3  | 0  | 5  | 10 | 10 | 0   |
| Yemen           | 3    | 8  | 1  | 0  | 7  | 2  | 17 | -15 |

| Fecha                   | Lugar        | Local           |                            | Resultado |                            | Visitante       |
| ----------------------- | ------------ | --------------- | -------------------------- | --------- | -------------------------- | --------------- |
| 11 de junio de 2015     | Bocaue       | Filipinas       | Bandera de Filipinas       | 2 – 1     | Bandera de Baréin          | Baréin          |
| 11 de junio de 2015     | Doha (Catar) | Yemen           | Bandera de Yemen           | 0 – 3     | Bandera de Corea del Norte | Corea del Norte |
| 16 de junio de 2015     | Pionyang     | Corea del Norte | Bandera de Corea del Norte | 4 – 2     | Bandera de Uzbekistán      | Uzbekistán      |
| 16 de junio de 2015     | Doha (Catar) | Yemen           | Bandera de Yemen           | 0 – 2     | Bandera de Filipinas       | Filipinas       |
| 3 de septiembre de 2015 | Taskent      | Uzbekistán      | Bandera de Uzbekistán      | 1 – 0     | Bandera de Yemen           | Yemen           |
| 3 de septiembre de 2015 | Riffa        | Baréin          | Bandera de Baréin          | 0 – 1     | Bandera de Corea del Norte | Corea del Norte |
| 8 de septiembre de 2015 | Doha (Catar) | Yemen           | Bandera de Yemen           | 0 – 4     | Bandera de Baréin          | Baréin          |
| 8 de septiembre de 2015 | Bocaue       | Filipinas       | Bandera de Filipinas       | 1 – 5     | Bandera de Uzbekistán      | Uzbekistán      |
| 8 de octubre de 2015    | Pionyang     | Corea del Norte | Bandera de Corea del Norte | 0 – 0     | Bandera de Filipinas       | Filipinas       |
| 8 de octubre de 2015    | Riffa        | Baréin          | Bandera de Baréin          | 0 – 4     | Bandera de Uzbekistán      | Uzbekistán      |
| 13 de octubre de 2015   | Riffa        | Baréin          | Bandera de Baréin          | 2 – 0     | Bandera de Filipinas       | Filipinas       |
| 13 de octubre de 2015   | Pionyang     | Corea del Norte | Bandera de Corea del Norte | 1 – 0     | Bandera de Yemen           | Yemen           |
| 12 de noviembre de 2015 | Taskent      | Uzbekistán      | Bandera de Uzbekistán      | 3 – 1     | Bandera de Corea del Norte | Corea del Norte |
| 12 de noviembre de 2015 | Manila       | Filipinas       | Bandera de Filipinas       | 0 – 1     | Bandera de Yemen           | Yemen           |
| 17 de noviembre de 2015 | Doha (Catar) | Yemen           | Bandera de Yemen           | 1 – 3     | Bandera de Uzbekistán      | Uzbekistán      |
| 17 de noviembre de 2015 | Pionyang     | Corea del Norte | Bandera de Corea del Norte | 2 – 0     | Bandera de Baréin          | Baréin          |
| 24 de marzo de 2016     | Riffa        | Baréin          | Bandera de Baréin          | 3 – 0     | Bandera de Yemen           | Yemen           |
| 24 de marzo de 2016     | Taskent      | Uzbekistán      | Bandera de Uzbekistán      | 1 – 0     | Bandera de Filipinas       | Filipinas       |
| 29 de marzo de 2016     | Manila       | Filipinas       | Bandera de Filipinas       | 3 – 2     | Bandera de Corea del Norte | Corea del Norte |
| 29 de marzo de 2016     | Taskent      | Uzbekistán      | Bandera de Uzbekistán      | 1 – 0     | Bandera de Baréin          | Baréin          |

### Clasificación de segundos y cuartos lugares
Para definir a los cuatro mejores segundos y los cuatro mejores cuartos se elaboran dos tablas, una con los segundos lugares de cada grupo y la otra con los cuartos lugares, estos equipos son ordenados bajo los siguientes criterios:
- Puntos obtenidos.
- Mejor diferencia de goles.
- Mayor cantidad de goles marcados.
- Un partido definitorio entre los equipos en cuestión.

Como resultado de la exclusión de Indonesia por la suspensión de la FIFA a la Asociación de Fútbol de Indonesia el grupo F quedó reducido a 4 equipos y el segundo y cuarto lugar de este grupo solo habrán jugado 6 partidos en comparación a los 8 que jugarán los segundos y cuartos lugares de todos los demás grupos. Para equiparar esta situación y de acuerdo a la circular remitida por la AFC a las Asociaciones Miembro, el resultado de todos los segundos y cuartos lugares (excepto los del grupo F) con el último clasificado de su respectivo grupo no se toman en cuenta al momento de elaborar las tablas.
| Selección              | Gr. | Pts. | PJ | PG | PE | PP | GF | GC | Dif |
| ---------------------- | --- | ---- | -- | -- | -- | -- | -- | -- | --- |
| Irak                   | F   | 12   | 6  | 3  | 3  | 0  | 13 | 6  | 7   |
| Siria                  | E   | 12   | 6  | 4  | 0  | 2  | 14 | 11 | 3   |
| Emiratos Árabes Unidos | A   | 11   | 6  | 3  | 2  | 1  | 16 | 4  | 12  |
| China                  | C   | 11   | 6  | 3  | 2  | 1  | 9  | 1  | 8   |
| Corea del Norte        | H   | 10   | 6  | 3  | 1  | 2  | 10 | 8  | 2   |
| Jordania               | B   | 10   | 6  | 3  | 1  | 2  | 9  | 7  | 2   |
| Omán                   | D   | 8    | 6  | 2  | 2  | 2  | 6  | 6  | 0   |
| Líbano                 | G   | 5    | 6  | 1  | 2  | 3  | 3  | 6  | -3  |

| Selección    | Gr. | Pts. | PJ | PG | PE | PP | GF | GC | Dif |
| ------------ | --- | ---- | -- | -- | -- | -- | -- | -- | --- |
| Guam         | D   | 4    | 6  | 1  | 1  | 4  | 1  | 14 | -13 |
| Birmania     | G   | 4    | 6  | 1  | 1  | 4  | 4  | 18 | -14 |
| Baréin       | H   | 3    | 6  | 1  | 0  | 5  | 3  | 10 | -7  |
| Afganistán   | E   | 3    | 6  | 1  | 0  | 5  | 4  | 24 | -21 |
| Tayikistán   | B   | 1    | 6  | 0  | 1  | 5  | 3  | 19 | -16 |
| China Taipéi | F   | 0    | 6  | 0  | 0  | 6  | 5  | 19 | -14 |
| Maldivas     | C   | 0    | 6  | 0  | 0  | 6  | 0  | 15 | -15 |
| Malasia      | A   | 0    | 6  | 0  | 0  | 6  | 1  | 29 | -28 |

|}

## Ronda de la perdición
En la ronda de play-offs participan 11 selecciones, estas son aquellas que se ubicaron en el último lugar de cada grupo y los 4 peores cuartos lugares procedentes de la segunda ronda. Esta etapa se divide en dos rondas que fueron sorteadas el 7 de abril de 2016 en la Casa de la AFC con sede en Kuala Lumpur, Malasia.
Los 11 equipos fueron reclasificados de acuerdo a sus resultados en la segunda ronda, los 10 primeros participan ronda de play-off I de la que saldrán cinco clasificados a la tercera ronda. Los tres últimos clasificados a la tercera ronda saldrán de la ronda de play-off II en la que cinco selecciones se unirán a Bután (la selección peor clasificada de la segunda ronda).

### Ronda de play-off I
Las 10 selecciones que conforman esta ronda fueron distribuidas en cinco series de dos equipos mediante un sorteo. Los partidos se llevarán a cabo el 2 y 7 de junio de 2016 y clasificarán a la tercera ronda los ganadores de cada serie mientras que los perdedores pasan a disputar la ronda de play-off II.
| Fecha              | Lugar                 | Local          |                           | Resultado |                           | Visitante      |
| ------------------ | --------------------- | -------------- | ------------------------- | --------- | ------------------------- | -------------- |
| 2 de junio de 2016 | Kaohsiung             | China Taipéi   | Bandera de China Taipéi   | 2 – 2     | Bandera de Camboya        | Camboya        |
| 7 de junio de 2016 | Nom Pen               | Camboya        | Bandera de Camboya        | 2 – 0     | Bandera de China Taipéi   | China Taipéi   |
| 2 de junio de 2016 | Malé                  | Maldivas       | Bandera de las Maldivas   | 0 – 2     | Bandera de Yemen          | Yemen          |
| 7 de junio de 2016 | Doha (Catar)          | Yemen          | Bandera de Yemen          | 2 – 0     | Bandera de las Maldivas   | Maldivas       |
| 2 de junio de 2016 | Dusambé               | Tayikistán     | Bandera de Tayikistán     | 5 – 0     | Bandera de Bangladés      | Bangladés      |
| 7 de junio de 2016 | Daca                  | Bangladés      | Bandera de Bangladés      | 0 – 1     | Bandera de Tayikistán     | Tayikistán     |
| 2 de junio de 2016 | Johor Bahru           | Malasia        | Bandera de Malasia        | 3 – 0     | Bandera de Timor Oriental | Timor Oriental |
| 6 de junio de 2016 | Johor Bahru (Malasia) | Timor Oriental | Bandera de Timor Oriental | 0 – 3     | Bandera de Malasia        | Malasia        |
| 2 de junio de 2016 | Vientián              | Laos           | Bandera de Laos           | 0 – 1     | Bandera de la India       | India          |
| 7 de junio de 2016 | Guwahati              | India          | Bandera de la India       | 6 – 1     | Bandera de Laos           | Laos           |

### Ronda de play-off II
Las cinco selecciones que resultaron perdedoras en la ronda de play-off I se unen a Bután y conformarán tres series de dos equipos que fueron predeterminadas mediante un sorteo. Los partidos se llevarán a cabo el 6 de septiembre y 11 de octubre de 2016 y clasificarán a la tercera ronda los ganadores de cada serie.
| Fecha                   | Lugar              | Local          |                           | Resultado |                           | Visitante      |
| ----------------------- | ------------------ | -------------- | ------------------------- | --------- | ------------------------- | -------------- |
| 6 de septiembre de 2016 | Malé               | Maldivas       | Bandera de las Maldivas   | 4 – 0     | Bandera de Laos           | Laos           |
| 11 de octubre de 2016   | Vientián           | Laos           | Bandera de Laos           | 1 – 1     | Bandera de las Maldivas   | Maldivas       |
| 6 de septiembre de 2016 | Daca               | Bangladés      | Bandera de Bangladés      | 0 – 0     | Bandera de Bután          | Bután          |
| 10 de octubre de 2016   | Timbu              | Bután          | Bandera de Bután          | 3 – 1     | Bandera de Bangladés      | Bangladés      |
| 8 de octubre de 2016    | Kaohsiung (Taiwán) | Timor Oriental | Bandera de Timor Oriental | 1 – 2     | Bandera de China Taipéi   | China Taipéi   |
| 11 de octubre de 2016   | Kaohsiung          | China Taipéi   | Bandera de China Taipéi   | 2 – 1     | Bandera de Timor Oriental | Timor Oriental |

## Tercera ronda
En la tercera y última ronda participan 24 selecciones: 14 procedentes de la segunda ronda, 8 de la ronda de Play-offs y 2 invitados de la Copa Solidaridad de la AFC 2016. En un principio, Guam y Kuwait estaban clasificadas a esta etapa como 2 de las 16 selecciones que venían de la segunda ronda, sin embargo, la Asociación de Fútbol de Guam (GFA) decidió retirar a su equipo por motivos económicos, mientras que Kuwait tuvo que ser considerada como no elegible para jugar porque en esos momentos la Asociación de Fútbol de Kuwait (KFA) mantenía una suspensión que le impedía participar en cualquier evento avalado por la FIFA. La AFC decidió reemplazar a estas dos selecciones invitando a Nepal y Macao, campeón y subcampeón de la Copa Solidaridad de la AFC 2016 respectivamente.
Las 24 selecciones fueron distribuidas en 6 grupos de 4 equipos mediante un sorteo realizado el 23 de enero de 2017 en Abu Dabi, Emiratos Árabes Unidos. Los partidos de esta ronda se llevará a cabo del 28 de marzo de 2017 al 27 de marzo de 2018 y clasificarán a la Copa Asiática 2019 el primer y segundo lugar de cada grupo.

### Grupo A
| Selección  | Pts. | PJ | PG | PE | PP | GF | GC | Dif |
| ---------- | ---- | -- | -- | -- | -- | -- | -- | --- |
| India      | 13   | 6  | 4  | 1  | 1  | 11 | 5  | 6   |
| Kirguistán | 13   | 6  | 4  | 1  | 1  | 14 | 8  | 6   |
| Birmania   | 8    | 6  | 2  | 2  | 2  | 10 | 10 | 0   |
| Macao      | 0    | 6  | 0  | 0  | 6  | 4  | 16 | -12 |

| Fecha                   | Lugar     | Local      |                       | Resultado |                       | Visitante  |
| ----------------------- | --------- | ---------- | --------------------- | --------- | --------------------- | ---------- |
| 28 de marzo de 2017     | Biskek    | Kirguistán | Bandera de Kirguistán | 1 – 0     | Bandera de Macao      | Macao      |
| 28 de marzo de 2017     | Rangún    | Birmania   | Bandera de Birmania   | 0 – 1     | Bandera de la India   | India      |
| 13 de junio de 2017     | Taipa     | Macao      | Bandera de Macao      | 0 – 4     | Bandera de Birmania   | Birmania   |
| 13 de junio de 2017     | Bangalore | India      | Bandera de la India   | 1 – 0     | Bandera de Kirguistán | Kirguistán |
| 5 de septiembre de 2017 | Taipa     | Macao      | Bandera de Macao      | 0 – 2     | Bandera de la India   | India      |
| 22 de marzo de 2018     | Biskek    | Kirguistán | Bandera de Kirguistán | 5 – 1     | Bandera de Birmania   | Birmania   |
| 10 de octubre de 2017   | Bangalore | India      | Bandera de la India   | 4 – 1     | Bandera de Macao      | Macao      |
| 10 de octubre de 2017   | Rangún    | Birmania   | Bandera de Birmania   | 2 – 2     | Bandera de Kirguistán | Kirguistán |
| 14 de noviembre de 2017 | Taipa     | Macao      | Bandera de Macao      | 3 – 4     | Bandera de Kirguistán | Kirguistán |
| 14 de noviembre de 2017 | Margao    | India      | Bandera de la India   | 2 – 2     | Bandera de Birmania   | Birmania   |
| 27 de marzo de 2018     | Rangún    | Birmania   | Bandera de Birmania   | 1 – 0     | Bandera de Macao      | Macao      |
| 27 de marzo de 2018     | Biskek    | Kirguistán | Bandera de Kirguistán | 2 – 1     | Bandera de la India   | India      |

### Grupo B
| Selección       | Pts. | PJ | PG | PE | PP | GF | GC | Dif |
| --------------- | ---- | -- | -- | -- | -- | -- | -- | --- |
| Líbano          | 16   | 6  | 5  | 1  | 0  | 14 | 4  | 10  |
| Corea del Norte | 11   | 6  | 3  | 2  | 1  | 13 | 10 | 3   |
| Hong Kong       | 5    | 6  | 1  | 2  | 3  | 4  | 7  | -3  |
| Malasia         | 1    | 6  | 0  | 1  | 5  | 5  | 15 | -10 |

| Fecha                   | Lugar               | Local           |                            | Resultado |                            | Visitante       |
| ----------------------- | ------------------- | --------------- | -------------------------- | --------- | -------------------------- | --------------- |
| 28 de marzo de 2017     | Beirut              | Líbano          | Bandera de Líbano          | 2 – 0     | Bandera de Hong Kong       | Hong Kong       |
| 10 de noviembre de 2017 | Buriram (Tailandia) | Corea del Norte | Bandera de Corea del Norte | 4 – 1     | Bandera de Malasia         | Malasia         |
| 13 de junio de 2017     | Johor Bahru         | Malasia         | Bandera de Malasia         | 1 – 2     | Bandera de Líbano          | Líbano          |
| 13 de junio de 2017     | Hong Kong           | Hong Kong       | Bandera de Hong Kong       | 1 – 1     | Bandera de Corea del Norte | Corea del Norte |
| 5 de septiembre de 2017 | Malaca              | Malasia         | Bandera de Malasia         | 1 – 1     | Bandera de Hong Kong       | Hong Kong       |
| 5 de septiembre de 2017 | Pionyang            | Corea del Norte | Bandera de Corea del Norte | 2 – 2     | Bandera de Líbano          | Líbano          |
| 10 de octubre de 2017   | Hong Kong           | Hong Kong       | Bandera de Hong Kong       | 2 – 0     | Bandera de Malasia         | Malasia         |
| 10 de octubre de 2017   | Beirut              | Líbano          | Bandera de Líbano          | 5 – 0     | Bandera de Corea del Norte | Corea del Norte |
| 13 de noviembre de 2017 | Buriram (Tailandia) | Malasia         | Bandera de Malasia         | 1 – 4     | Bandera de Corea del Norte | Corea del Norte |
| 14 de noviembre de 2017 | Hong Kong           | Hong Kong       | Bandera de Hong Kong       | 0 – 1     | Bandera de Líbano          | Líbano          |
| 27 de marzo de 2018     | Pionyang            | Corea del Norte | Bandera de Corea del Norte | 2 – 0     | Bandera de Hong Kong       | Hong Kong       |
| 27 de marzo de 2018     | Beirut              | Líbano          | Bandera de Líbano          | 2 – 1     | Bandera de Malasia         | Malasia         |

### Grupo C
| Selección  | Pts. | PJ | PG | PE | PP | GF | GC | Dif |
| ---------- | ---- | -- | -- | -- | -- | -- | -- | --- |
| Jordania   | 12   | 6  | 3  | 3  | 0  | 16 | 5  | 11  |
| Vietnam    | 10   | 6  | 2  | 4  | 0  | 9  | 3  | 6   |
| Afganistán | 6    | 6  | 1  | 3  | 2  | 7  | 10 | -3  |
| Camboya    | 3    | 6  | 1  | 0  | 5  | 3  | 17 | -14 |

| Fecha                   | Lugar                | Local      |                       | Resultado |                       | Visitante  |
| ----------------------- | -------------------- | ---------- | --------------------- | --------- | --------------------- | ---------- |
| 28 de marzo de 2017     | Amán                 | Jordania   | Bandera de Jordania   | 7 – 0     | Bandera de Camboya    | Camboya    |
| 28 de marzo de 2017     | Dusambé (Tayikistán) | Afganistán | Bandera de Afganistán | 1 – 1     | Bandera de Vietnam    | Vietnam    |
| 13 de junio de 2017     | Nom Pen              | Camboya    | Bandera de Camboya    | 1 – 0     | Bandera de Afganistán | Afganistán |
| 13 de junio de 2017     | Ciudad Ho Chi Minh   | Vietnam    | Bandera de Vietnam    | 0 – 0     | Bandera de Jordania   | Jordania   |
| 5 de septiembre de 2017 | Nom Pen              | Camboya    | Bandera de Camboya    | 1 – 2     | Bandera de Vietnam    | Vietnam    |
| 5 de septiembre de 2017 | Amán                 | Jordania   | Bandera de Jordania   | 4 – 1     | Bandera de Afganistán | Afganistán |
| 10 de octubre de 2017   | Ciudad Ho Chi Minh   | Vietnam    | Bandera de Vietnam    | 5 – 0     | Bandera de Camboya    | Camboya    |
| 10 de octubre de 2017   | Dusambé (Tayikistán) | Afganistán | Bandera de Afganistán | 3 – 3     | Bandera de Jordania   | Jordania   |
| 14 de noviembre de 2017 | Nom Pen              | Camboya    | Bandera de Camboya    | 0 – 1     | Bandera de Jordania   | Jordania   |
| 14 de noviembre de 2017 | Hanói                | Vietnam    | Bandera de Vietnam    | 0 – 0     | Bandera de Afganistán | Afganistán |
| 27 de marzo de 2018     | Dusambé (Tayikistán) | Afganistán | Bandera de Afganistán | 2 – 1     | Bandera de Camboya    | Camboya    |
| 27 de marzo de 2018     | Amán                 | Jordania   | Bandera de Jordania   | 1 – 1     | Bandera de Vietnam    | Vietnam    |

### Grupo D
| Selección | Pts. | PJ | PG | PE | PP | GF | GC | Dif |
| --------- | ---- | -- | -- | -- | -- | -- | -- | --- |
| Omán      | 15   | 6  | 5  | 0  | 1  | 28 | 5  | 23  |
| Palestina | 15   | 6  | 5  | 0  | 1  | 25 | 3  | 22  |
| Maldivas  | 6    | 6  | 2  | 0  | 4  | 11 | 19 | -8  |
| Bután     | 0    | 6  | 0  | 0  | 6  | 2  | 39 | -37 |

| Fecha                   | Lugar       | Local     |                         | Resultado |                         | Visitante |
| ----------------------- | ----------- | --------- | ----------------------- | --------- | ----------------------- | --------- |
| 28 de marzo de 2017     | Mascate     | Omán      | Bandera de Omán         | 14 – 0    | Bandera de Bután        | Bután     |
| 28 de marzo de 2017     | Malé        | Maldivas  | Bandera de las Maldivas | 0 – 3     | Bandera de Palestina    | Palestina |
| 13 de junio de 2017     | Timbu       | Bután     | Bandera de Bután        | 0 – 2     | Bandera de las Maldivas | Maldivas  |
| 13 de junio de 2017     | Al-Ram      | Palestina | Bandera de Palestina    | 2 – 1     | Bandera de Omán         | Omán      |
| 5 de septiembre de 2017 | Timbu       | Bután     | Bandera de Bután        | 0 – 2     | Bandera de Palestina    | Palestina |
| 5 de septiembre de 2017 | Mascate     | Omán      | Bandera de Omán         | 5 – 0     | Bandera de las Maldivas | Maldivas  |
| 10 de octubre de 2017   | Hebrón      | Palestina | Bandera de Palestina    | 10 – 0    | Bandera de Bután        | Bután     |
| 10 de octubre de 2017   | Malé        | Maldivas  | Bandera de las Maldivas | 1 – 3     | Bandera de Omán         | Omán      |
| 14 de noviembre de 2017 | Timbu       | Bután     | Bandera de Bután        | 2 – 4     | Bandera de Omán         | Omán      |
| 14 de noviembre de 2017 | Cisjordania | Palestina | Bandera de Palestina    | 8 – 1     | Bandera de las Maldivas | Maldivas  |
| 27 de marzo de 2018     | Mascate     | Omán      | Bandera de Omán         | 1 – 0     | Bandera de Palestina    | Palestina |
| 27 de marzo de 2018     | Malé        | Maldivas  | Bandera de las Maldivas | 7 – 0     | Bandera de Bután        | Bután     |

### Grupo E
| Selección    | Pts. | PJ | PG | PE | PP | GF | GC | Dif |
| ------------ | ---- | -- | -- | -- | -- | -- | -- | --- |
| Baréin       | 13   | 6  | 4  | 1  | 1  | 15 | 3  | 12  |
| Turkmenistán | 10   | 6  | 3  | 1  | 2  | 9  | 10 | -1  |
| China Taipéi | 9    | 6  | 3  | 0  | 3  | 7  | 12 | -5  |
| Singapur     | 2    | 6  | 0  | 2  | 4  | 3  | 9  | -6  |

| Fecha                   | Lugar              | Local        |                         | Resultado |                         | Visitante    |
| ----------------------- | ------------------ | ------------ | ----------------------- | --------- | ----------------------- | ------------ |
| 26 de marzo de 2017     | Taipéi             | China Taipéi | Bandera de China Taipéi | 1 – 3     | Bandera de Turkmenistán | Turkmenistán |
| 28 de marzo de 2017     | Riffa              | Baréin       | Bandera de Baréin       | 0 – 0     | Bandera de Singapur     | Singapur     |
| 10 de junio de 2017     | Ciudad de Singapur | Singapur     | Bandera de Singapur     | 1 – 2     | Bandera de China Taipéi | China Taipéi |
| 13 de junio de 2017     | Daşoguz            | Turkmenistán | Bandera de Turkmenistán | 1 – 2     | Bandera de Baréin       | Baréin       |
| 5 de septiembre de 2017 | Ciudad de Singapur | Singapur     | Bandera de Singapur     | 1 – 1     | Bandera de Turkmenistán | Turkmenistán |
| 5 de septiembre de 2017 | Riffa              | Baréin       | Bandera de Baréin       | 5 – 0     | Bandera de China Taipéi | China Taipéi |
| 10 de octubre de 2017   | Asjabad            | Turkmenistán | Bandera de Turkmenistán | 2 – 1     | Bandera de Singapur     | Singapur     |
| 10 de octubre de 2017   | Taipéi             | China Taipéi | Bandera de China Taipéi | 2 – 1     | Bandera de Baréin       | Baréin       |
| 14 de noviembre de 2017 | Ciudad de Singapur | Singapur     | Bandera de Singapur     | 0 – 3     | Bandera de Baréin       | Baréin       |
| 14 de noviembre de 2017 | Balkanabat         | Turkmenistán | Bandera de Turkmenistán | 2 – 1     | Bandera de China Taipéi | China Taipéi |
| 27 de marzo de 2018     | Taipéi             | China Taipéi | Bandera de China Taipéi | 1 – 0     | Bandera de Singapur     | Singapur     |
| 27 de marzo de 2018     | Riffa              | Baréin       | Bandera de Baréin       | 4 – 0     | Bandera de Turkmenistán | Turkmenistán |

### Grupo F
| Selección  | Pts. | PJ | PG | PE | PP | GF | GC | Dif |
| ---------- | ---- | -- | -- | -- | -- | -- | -- | --- |
| Filipinas  | 12   | 6  | 3  | 3  | 0  | 13 | 8  | 5   |
| Yemen      | 10   | 6  | 2  | 4  | 0  | 7  | 5  | 2   |
| Tayikistán | 7    | 6  | 2  | 1  | 3  | 10 | 9  | 1   |
| Nepal      | 2    | 6  | 0  | 2  | 4  | 3  | 11 | -8  |

| Fecha                   | Lugar             | Local      |                       | Resultado |                       | Visitante  |
| ----------------------- | ----------------- | ---------- | --------------------- | --------- | --------------------- | ---------- |
| 28 de marzo de 2017     | Manila            | Filipinas  | Bandera de Filipinas  | 4 – 1     | Bandera de Nepal      | Nepal      |
| 28 de marzo de 2017     | Doha (Catar)      | Yemen      | Bandera de Yemen      | 2 – 1     | Bandera de Tayikistán | Tayikistán |
| 13 de junio de 2017     | Katmandú          | Nepal      | Bandera de Nepal      | 0 – 0     | Bandera de Yemen      | Yemen      |
| 13 de junio de 2017     | Dusambé           | Tayikistán | Bandera de Tayikistán | 3 – 4     | Bandera de Filipinas  | Filipinas  |
| 5 de septiembre de 2017 | Katmandú          | Nepal      | Bandera de Nepal      | 1 – 2     | Bandera de Tayikistán | Tayikistán |
| 5 de septiembre de 2017 | Bacólod           | Filipinas  | Bandera de Filipinas  | 2 – 2     | Bandera de Yemen      | Yemen      |
| 10 de octubre de 2017   | Hisor             | Tayikistán | Bandera de Tayikistán | 3 – 0     | Bandera de Nepal      | Nepal      |
| 10 de octubre de 2017   | Al Wakrah (Catar) | Yemen      | Bandera de Yemen      | 1 – 1     | Bandera de Filipinas  | Filipinas  |
| 14 de noviembre de 2017 | Katmandú          | Nepal      | Bandera de Nepal      | 0 – 0     | Bandera de Filipinas  | Filipinas  |
| 14 de noviembre de 2017 | Hisor             | Tayikistán | Bandera de Tayikistán | 0 – 0     | Bandera de Yemen      | Yemen      |
| 27 de marzo de 2018     | Bacólod           | Filipinas  | Bandera de Filipinas  | 2 – 1     | Bandera de Tayikistán | Tayikistán |
| 27 de marzo de 2018     | Doha (Catar)      | Yemen      | Bandera de Yemen      | 2 – 1     | Bandera de Nepal      | Nepal      |

## Goleadores
- En negrita los jugadores cuya selección aún se encuentra en competencia.

| Mohammed Al-Sahlawi |

| Mohammed Al-Sahlawi |

| Ahmed Khalil |

| Ahmed Khalil |

| Tim Cahill |

| Yang Xu |

| Tim Cahill |

| Yang Xu |

| Sardar Azmoun |

| Ali Ashfaq |

| Omar Khrbin |

| Sardar Azmoun |

| Ali Ashfaq |

| Omar Khrbin |

| Chencho Gyeltshen |
| Yu Dabao          |

| Son Heung-Min |
| Keisuke Honda |

| Hamza Al-Daradreh |

| Manuchehr Dzhalilov |

| Chencho Gyeltshen |
| Yu Dabao          |

| Son Heung-Min |
| Keisuke Honda |

| Hamza Al-Daradreh |

| Manuchehr Dzhalilov |

| Taisir Al-Jassim |
| Hassan Al Haidos |

| Ali Mabkhout |
| Mehdi Taremi |

| Shinji Kagawa  |
| Hassan Mahmoud |

| Sardor Rashidov |

| Taisir Al-Jassim |
| Hassan Al Haidos |

| Ali Mabkhout |
| Mehdi Taremi |

| Shinji Kagawa  |
| Hassan Mahmoud |

| Sardor Rashidov |

| Boualem Khoukhi  |
| Mohammed Muntari |
| Mohammed Musa    |
| Mile Jedinak     |
| Tom Rogić        |

| Sunil Chhetri         |
| Jeje Lalpekhlua       |
| Bader Al Motawaa      |
| Yousef Nasser         |
| Jigme Tshering Dorjee |

| Wu Chun-Ching  |
| Younis Mahmoud |
| Shinji Okazaki |
| Abdallah Deeb  |

| Anton Zemlianukhin |
| Ahmad Abu Nahyeh   |
| Osama Omari        |
| Igor Sergeev       |

| Boualem Khoukhi  |
| Mohammed Muntari |
| Mohammed Musa    |
| Mile Jedinak     |
| Tom Rogić        |

| Sunil Chhetri         |
| Jeje Lalpekhlua       |
| Bader Al Motawaa      |
| Yousef Nasser         |
| Jigme Tshering Dorjee |

| Wu Chun-Ching  |
| Younis Mahmoud |
| Shinji Okazaki |
| Abdallah Deeb  |

| Anton Zemlianukhin |
| Ahmad Abu Nahyeh   |
| Osama Omari        |
| Igor Sergeev       |

| Jong Il Gwan        |
| Ri Hyok-Chol        |
| Kwon Chang-Hoon     |
| Lee Jae-Sung        |
| Jonathan Cantillana |
| Tamer Seyam         |

| Mahmoud Al Mawas |
| Sanharib Malki   |
| Yehya Al-Shehri  |
| Nathan Burns     |
| Ali Assadalla    |
| Jiang Ning       |

| Omar Abdulrahman      |
| Misagh Bahadoran      |
| Maya Yoshida          |
| Khampheng Sayavutthi  |
| Ahmad Hazwan Bakri    |
| Safuwan Bin Baharudin |

| Teerasil Dangda    |
| Akhtam Nazarov     |
| Arslanmyrat Amanov |
| Odil Akhmedov      |
| Lê Công Vinh       |

| Jong Il Gwan        |
| Ri Hyok-Chol        |
| Kwon Chang-Hoon     |
| Lee Jae-Sung        |
| Jonathan Cantillana |
| Tamer Seyam         |

| Mahmoud Al Mawas |
| Sanharib Malki   |
| Yehya Al-Shehri  |
| Nathan Burns     |
| Ali Assadalla    |
| Jiang Ning       |

| Omar Abdulrahman      |
| Misagh Bahadoran      |
| Maya Yoshida          |
| Khampheng Sayavutthi  |
| Ahmad Hazwan Bakri    |
| Safuwan Bin Baharudin |

| Teerasil Dangda    |
| Akhtam Nazarov     |
| Arslanmyrat Amanov |
| Odil Akhmedov      |
| Lê Công Vinh       |

| Jang Hyun-Soo        |
| Ki Sung-Yueng        |
| Koo Ja-Cheol         |
| Suk Hyun-Jun         |
| Pokkhao Anan         |
| Theerathon Bunmathan |
| Adisak Kraisorn      |
| Mongkol Tossakrai    |
| Khaibar Amani        |
| Noroallah Amiri      |
| Mustafa Zazai        |
| Massimo Luongo       |
| Mark Milligan        |
| Aaron Mooy           |
| Ismail Abdul Latif   |
| Sayed Adnan Hussain  |

| Abdulwahab Al Malood |
| Wang Yongpo          |
| Yu Hanchao           |
| Wu Lei               |
| Godfred Karikari     |
| Jaimes McKee         |
| Lam Ka Wai           |
| Amad Al-Hosni        |
| Abdulaziz Al Muqbali |
| Ahmed Mubarak        |
| Jaka Ihbeisheh       |
| Sameh Maraaba        |
| Yashir Pinto         |
| Karim Boudiaf        |
| Kasola Mohammed      |

| Ali Adnan              |
| Justin Meram           |
| Ashkan Dejagah         |
| Ehsan Hajsafi          |
| Hassan Chaito          |
| Hassan Maatouk         |
| Khairul Amri           |
| Fazrul Shahul          |
| Abdul Razak Al Hussein |
| Raja Rafe              |
| Quito                  |
| Ramon Saro             |
| Alexander Geynrikh     |
| Anzur Ismailov         |
| Abdulwasea Al-Matari   |

| Ahmed Al-Sarori      |
| Fahad Al-Muwallad    |
| Aung Thu             |
| Chan Vathanaka       |
| Pak Kwang-Ryong      |
| Iain Ramsay          |
| Sandesh Jhingan      |
| Mu Kanazaki          |
| Vitalij Lux          |
| Khonesavanh Sihavong |
| Mohd Amri bin Yahyah |
| Ahmed Nashid         |
| Jahongir Ergashev    |
| Guvanch Abylov       |
| Nguyễn Văn Toàn      |

| Jang Hyun-Soo        |
| Ki Sung-Yueng        |
| Koo Ja-Cheol         |
| Suk Hyun-Jun         |
| Pokkhao Anan         |
| Theerathon Bunmathan |
| Adisak Kraisorn      |
| Mongkol Tossakrai    |
| Khaibar Amani        |
| Noroallah Amiri      |
| Mustafa Zazai        |
| Massimo Luongo       |
| Mark Milligan        |
| Aaron Mooy           |
| Ismail Abdul Latif   |
| Sayed Adnan Hussain  |

| Abdulwahab Al Malood |
| Wang Yongpo          |
| Yu Hanchao           |
| Wu Lei               |
| Godfred Karikari     |
| Jaimes McKee         |
| Lam Ka Wai           |
| Amad Al-Hosni        |
| Abdulaziz Al Muqbali |
| Ahmed Mubarak        |
| Jaka Ihbeisheh       |
| Sameh Maraaba        |
| Yashir Pinto         |
| Karim Boudiaf        |
| Kasola Mohammed      |

| Ali Adnan              |
| Justin Meram           |
| Ashkan Dejagah         |
| Ehsan Hajsafi          |
| Hassan Chaito          |
| Hassan Maatouk         |
| Khairul Amri           |
| Fazrul Shahul          |
| Abdul Razak Al Hussein |
| Raja Rafe              |
| Quito                  |
| Ramon Saro             |
| Alexander Geynrikh     |
| Anzur Ismailov         |
| Abdulwasea Al-Matari   |

| Ahmed Al-Sarori      |
| Fahad Al-Muwallad    |
| Aung Thu             |
| Chan Vathanaka       |
| Pak Kwang-Ryong      |
| Iain Ramsay          |
| Sandesh Jhingan      |
| Mu Kanazaki          |
| Vitalij Lux          |
| Khonesavanh Sihavong |
| Mohd Amri bin Yahyah |
| Ahmed Nashid         |
| Jahongir Ergashev    |
| Guvanch Abylov       |
| Nguyễn Văn Toàn      |

| Karim Ansarifard      |
| Saeid Ezatolahi       |
| Jalal Hosseini        |
| Alireza Jahanbakhsh   |
| Kamaleddin Kamyabinia |
| Morteza Pouraliganji  |
| Ramin Rezaeian        |
| Masoud Shojaei        |
| Andranik Teymourian   |
| Mehdi Torabi          |
| Chen Hao-Wei          |
| Chen Po-Liang         |
| Chen Yi-Wei           |
| Chu En-Le             |
| Huang Kai-Chun        |
| Huang Wei-Min         |
| Wang Ruei             |
| Wen Chih-Hao          |
| Yen Yaki              |
| Ali Amam              |
| Roda Antar            |
| Abbas Atwi            |
| Hilal El-Helwe        |
| Mohamad Ghaddar       |
| Youssef Mohamad       |
| Joan Oumari           |
| Feiz Shamsin          |
| Thierry Bin           |
| Chhin Chhoeun         |
| Khoun Laboravy        |
| Prak Mony Udom        |
| Hong Pheng            |
| Keo Sokpheng          |
| Sos Suhana            |
| Christian Annan       |
| Bai He                |
| Chan Siu Ki           |
| Ju Ying Zhi           |
| Lo Kwan Yee           |
| Paulinho Piracicaba   |
| Xu Deshuai            |
| Ismail Al Hammadi     |

| Ahmed Alhasmi         |
| Mohamed Ahmad         |
| Habib Fardan          |
| Abdullah Mousa        |
| Mohanad Salem         |
| Munther Abu Amarah    |
| Yousef Al-Naber       |
| Yousef Al-Rawashdeh   |
| Yaseen Bakheet        |
| Baha' Faisal          |
| Ahmed Samir           |
| Khader Abuhammad      |
| Ahmed Awad            |
| Abdelatif Bahdari     |
| Musab Battat          |
| Matías Jadue          |
| Pablo Tamburrini      |
| Ali Afif              |
| Ahmed Al Sayed        |
| Abdelkarim Hassan     |
| Sebastián Soria       |
| Ismaiel Mohammed      |
| Mohannad Abdul-Raheem |
| Ali Hosni Faisal      |
| Dhurgham Ismail       |
| Mahdi Kamil           |
| Ahmed Yasin           |
| Baddrol Bakhtiar      |
| Suppiah Chanturu      |
| Khair Jones           |
| Mohd Sali             |
| Mohd Safiq bin Rahim  |
| Serdarali Ataýew      |
| Artur Geworkyan       |
| Ruslan Mingazov       |
| Süleýman Muhadow      |
| Mekan Saparow         |
| Patrick Fabiano       |
| Rufino Walter Gama    |
| Jairo Neto            |
| José María Oliveira   |
| Rodrigo Souza Silva   |

| Sami Al-Husaini       |
| Mohamed Al Romaihi    |
| Hussain Ali Baba      |
| Abdullah Omar         |
| Kyaw Ko Ko            |
| Kyaw Zayar Win        |
| Suan Lam Mang         |
| Zaw Min Tun           |
| Huang Bowen           |
| Mei Fang              |
| Zhang Linpeng         |
| Zhang Xizhe           |
| Jang Kuk-Chol         |
| Ro Hak-Su             |
| So Hyon-Uk            |
| So Kyong-Jin          |
| Fulganco Cardozo      |
| Sumeet Passi          |
| Mohammed Rafique      |
| Robin Singh           |
| Genki Haraguchi       |
| Hiroshi Kiyotake      |
| Masato Morishige      |
| Takashi Usami         |
| Ildar Amirov          |
| Azamat Baimatov       |
| Edgar Bernhardt       |
| Bakhtiyar Duyshobekov |
| Abdulla Asadhulla     |
| Ali Fasir             |
| Hassan Naiz           |
| Mohamed Hussain Niyaz |
| Mohammed Al-Ghassany  |
| Saad Al Mukhaini      |
| Qasim Said            |
| Raed Ibrahim Saleh    |
| Moayed Al Ajan        |
| Oday Al Jafal         |
| Ahmad Kallasi         |
| Omar Midani           |
| Davronjon Ergashev    |
| Fatkhullo Fatkhuloev  |

| Umedzhon Sharipov       |
| Parvizdzhon Umarbayev   |
| Sergey Andreyev         |
| Server Djeparov         |
| Azizbek Haydarov        |
| Eldor Shomurodov        |
| Ayman Al-Hagri          |
| Akram Al-Wrafi          |
| Mohammed Boqshan        |
| Ala Al Sasi             |
| Salman Al-Faraj         |
| Osama Hawsawi           |
| Naif Hazazi             |
| Lee Chung-Yong          |
| Lee Yeong-Hyeop         |
| Nam Tae-Hee             |
| Javier Patiño           |
| Manuel Ott              |
| Stephan Schröck         |
| Ali Al Maqseed          |
| Abdulaziz Al Mashaan    |
| Fisal Zayed             |
| Josef Shirdel           |
| Faisal Shayesteh        |
| Mathew Leckie           |
| Tommy Oar               |
| Jahid Hasan             |
| Mamunul Islam           |
| Brandon McDonald        |
| Travis Nicklaw          |
| Fazrul Nawaz            |
| Faris Ramli             |
| Thana Chanaboot         |
| Kroekrit Thawikan       |
| Đinh Tiến Thành         |
| Trần Phi Sơn            |
| Adi Said                |
| Biren Basnet            |
| Leong Ka Hang           |
| Batmönkhiin Erkhembayar |
| Hassan Bashir           |
| Subash Madushan         |

| Karim Ansarifard      |
| Saeid Ezatolahi       |
| Jalal Hosseini        |
| Alireza Jahanbakhsh   |
| Kamaleddin Kamyabinia |
| Morteza Pouraliganji  |
| Ramin Rezaeian        |
| Masoud Shojaei        |
| Andranik Teymourian   |
| Mehdi Torabi          |
| Chen Hao-Wei          |
| Chen Po-Liang         |
| Chen Yi-Wei           |
| Chu En-Le             |
| Huang Kai-Chun        |
| Huang Wei-Min         |
| Wang Ruei             |
| Wen Chih-Hao          |
| Yen Yaki              |
| Ali Amam              |
| Roda Antar            |
| Abbas Atwi            |
| Hilal El-Helwe        |
| Mohamad Ghaddar       |
| Youssef Mohamad       |
| Joan Oumari           |
| Feiz Shamsin          |
| Thierry Bin           |
| Chhin Chhoeun         |
| Khoun Laboravy        |
| Prak Mony Udom        |
| Hong Pheng            |
| Keo Sokpheng          |
| Sos Suhana            |
| Christian Annan       |
| Bai He                |
| Chan Siu Ki           |
| Ju Ying Zhi           |
| Lo Kwan Yee           |
| Paulinho Piracicaba   |
| Xu Deshuai            |
| Ismail Al Hammadi     |

| Ahmed Alhasmi         |
| Mohamed Ahmad         |
| Habib Fardan          |
| Abdullah Mousa        |
| Mohanad Salem         |
| Munther Abu Amarah    |
| Yousef Al-Naber       |
| Yousef Al-Rawashdeh   |
| Yaseen Bakheet        |
| Baha' Faisal          |
| Ahmed Samir           |
| Khader Abuhammad      |
| Ahmed Awad            |
| Abdelatif Bahdari     |
| Musab Battat          |
| Matías Jadue          |
| Pablo Tamburrini      |
| Ali Afif              |
| Ahmed Al Sayed        |
| Abdelkarim Hassan     |
| Sebastián Soria       |
| Ismaiel Mohammed      |
| Mohannad Abdul-Raheem |
| Ali Hosni Faisal      |
| Dhurgham Ismail       |
| Mahdi Kamil           |
| Ahmed Yasin           |
| Baddrol Bakhtiar      |
| Suppiah Chanturu      |
| Khair Jones           |
| Mohd Sali             |
| Mohd Safiq bin Rahim  |
| Serdarali Ataýew      |
| Artur Geworkyan       |
| Ruslan Mingazov       |
| Süleýman Muhadow      |
| Mekan Saparow         |
| Patrick Fabiano       |
| Rufino Walter Gama    |
| Jairo Neto            |
| José María Oliveira   |
| Rodrigo Souza Silva   |

| Sami Al-Husaini       |
| Mohamed Al Romaihi    |
| Hussain Ali Baba      |
| Abdullah Omar         |
| Kyaw Ko Ko            |
| Kyaw Zayar Win        |
| Suan Lam Mang         |
| Zaw Min Tun           |
| Huang Bowen           |
| Mei Fang              |
| Zhang Linpeng         |
| Zhang Xizhe           |
| Jang Kuk-Chol         |
| Ro Hak-Su             |
| So Hyon-Uk            |
| So Kyong-Jin          |
| Fulganco Cardozo      |
| Sumeet Passi          |
| Mohammed Rafique      |
| Robin Singh           |
| Genki Haraguchi       |
| Hiroshi Kiyotake      |
| Masato Morishige      |
| Takashi Usami         |
| Ildar Amirov          |
| Azamat Baimatov       |
| Edgar Bernhardt       |
| Bakhtiyar Duyshobekov |
| Abdulla Asadhulla     |
| Ali Fasir             |
| Hassan Naiz           |
| Mohamed Hussain Niyaz |
| Mohammed Al-Ghassany  |
| Saad Al Mukhaini      |
| Qasim Said            |
| Raed Ibrahim Saleh    |
| Moayed Al Ajan        |
| Oday Al Jafal         |
| Ahmad Kallasi         |
| Omar Midani           |
| Davronjon Ergashev    |
| Fatkhullo Fatkhuloev  |

| Umedzhon Sharipov       |
| Parvizdzhon Umarbayev   |
| Sergey Andreyev         |
| Server Djeparov         |
| Azizbek Haydarov        |
| Eldor Shomurodov        |
| Ayman Al-Hagri          |
| Akram Al-Wrafi          |
| Mohammed Boqshan        |
| Ala Al Sasi             |
| Salman Al-Faraj         |
| Osama Hawsawi           |
| Naif Hazazi             |
| Lee Chung-Yong          |
| Lee Yeong-Hyeop         |
| Nam Tae-Hee             |
| Javier Patiño           |
| Manuel Ott              |
| Stephan Schröck         |
| Ali Al Maqseed          |
| Abdulaziz Al Mashaan    |
| Fisal Zayed             |
| Josef Shirdel           |
| Faisal Shayesteh        |
| Mathew Leckie           |
| Tommy Oar               |
| Jahid Hasan             |
| Mamunul Islam           |
| Brandon McDonald        |
| Travis Nicklaw          |
| Fazrul Nawaz            |
| Faris Ramli             |
| Thana Chanaboot         |
| Kroekrit Thawikan       |
| Đinh Tiến Thành         |
| Trần Phi Sơn            |
| Adi Said                |
| Biren Basnet            |
| Leong Ka Hang           |
| Batmönkhiin Erkhembayar |
| Hassan Bashir           |
| Subash Madushan         |

| Khoun Laboravy (Jugando contra Japón)    |
| Leng Makara (Jugando contra Siria)       |
| Ildar Amirov (Jugando contra Australia)  |
| Valeni Kichin (Jugando contra Bangladés) |
| Serdar Annaorazov (Jugando contra Guam)  |

| Mekan Saparow (Jugando contra Omán)            |
| Sharif Mukhammad (Jugando contra Japón)        |
| Rajani Kanta Barman (Jugando contra Australia) |
| Zaw Min Tun (Jugando contra Kuwait)            |

| Ali Hamam (Jugando contra Corea del Sur)   |
| Samooh Ali (Jugando contra Yemen)          |
| Đinh Tiến Thành (Jugando contra Tailandia) |
| Hamdi Al Masri (Jugando contra Japón)      |

| Khoun Laboravy (Jugando contra Japón)    |
| Leng Makara (Jugando contra Siria)       |
| Ildar Amirov (Jugando contra Australia)  |
| Valeni Kichin (Jugando contra Bangladés) |
| Serdar Annaorazov (Jugando contra Guam)  |

| Mekan Saparow (Jugando contra Omán)            |
| Sharif Mukhammad (Jugando contra Japón)        |
| Rajani Kanta Barman (Jugando contra Australia) |
| Zaw Min Tun (Jugando contra Kuwait)            |

| Ali Hamam (Jugando contra Corea del Sur)   |
| Samooh Ali (Jugando contra Yemen)          |
| Đinh Tiến Thành (Jugando contra Tailandia) |
| Hamdi Al Masri (Jugando contra Japón)      |

## Equipos clasificados
Los siguientes equipos han clasificado al torneo:
| N.º | Equipo                 | Detalle                                       | Fecha de clasificación  | Part. | Cons. | Última    | Mejor presentación                             | Ranking FIFA |
| --- | ---------------------- | --------------------------------------------- | ----------------------- | ----- | ----- | --------- | ---------------------------------------------- | ------------ |
| 1   | Emiratos Árabes Unidos | Anfitrión                                     | 9 de marzo de 2015      | 10    | 5     | 2015      | Subcampeón (1996)                              | 66           |
| 2   | Catar                  | Ganadores del Grupo C (Segunda ronda)         | 17 de noviembre de 2015 | 10    | 6     | 2015      | Cuartos de final (2000 y 2011)                 | 60           |
| 3   | Corea del Sur          | Ganadores del Grupo G (Segunda ronda)         | 13 de enero de 2016     | 14    | 7     | 2015      | Campeón (1956, 1960)                           | 51           |
| 4   | Arabia Saudita         | Ganadores del Grupo A (Segunda ronda)         | 24 de marzo de 2016     | 10    | 10    | 2015      | Campeón (1984, 1988 y 1996)                    | 60           |
| 5   | Japón                  | Ganadores del Grupo E (Segunda ronda)         | 24 de marzo de 2016     | 9     | 9     | 2015      | Campeón (1992, 2000, 2004 y 2011)              | 56           |
| 6   | Tailandia              | Ganadores del Grupo F (Segunda ronda)         | 24 de marzo de 2016     | 7     | 0     | 2007      | Semifinalista (1972)                           | 118          |
| 7   | Australia              | Ganadores del Grupo B (Segunda ronda)         | 29 de marzo de 2016     | 3     | 3     | 2015      | Campeón (2015)                                 | 67           |
| 8   | Irán                   | Ganadores del Grupo D (Segunda ronda)         | 29 de marzo de 2016     | 14    | 14    | 2015      | Campeón (1968, 1972, 1976)                     | 44           |
| 9   | Uzbekistán             | Ganadores del Grupo H (Segunda ronda)         | 29 de marzo de 2016     | 7     | 7     | 2015      | Cuarto lugar (2011)                            | 74           |
| 10  | Irak                   | 1.er mejor segundo (Segunda ronda)            | 29 de marzo de 2016     | 9     | 7     | 2015      | Campeón (2007)                                 | 91           |
| 11  | Siria                  | 2.do mejor segundo (Segunda ronda)            | 29 de marzo de 2016     | 6     | 0     | 2011      | Fase de grupos (1980, 1984, 1988, 1996 y 2011) | 123          |
| 12  | China                  | 4.to mejor segundo (Segunda ronda)            | 29 de marzo de 2016     | 12    | 12    | 2015      | Subcampeón (1984 y 2004)                       | 96           |
| 13  | Palestina              | Primero o segundo del Grupo D (Tercera ronda) | 10 de octubre de 2017   | 2     | 2     | 2015      | Fase de grupos (2015)                          | 91           |
| 14  | Omán                   | Primero o segundo del Grupo D (Tercera ronda) | 10 de octubre de 2017   | 3     | 1     | 2015      | Fase de grupos (2004, 2007 y 2015)             | 112          |
| 15  | India                  | Primero o segundo del Grupo A (Tercera ronda) | 11 de octubre de 2017   | 4     | 0     | 2011      | Subcampeón (1964)                              | 107          |
| 16  | Líbano                 | Primero o segundo del Grupo B (Tercera ronda) | 10 de noviembre de 2017 | 2     | 0     | 2000      | Fase de grupos (2000)                          | 100          |
| 17  | Jordania               | Primero o segundo del Grupo C (Tercera ronda) | 14 de noviembre de 2017 | 3     | 2     | 2015      | Cuartos de final (2004 y 2011)                 | 113          |
| 18  | Vietnam                | Primero o segundo del Grupo C (Tercera ronda) | 14 de noviembre de 2017 | 2     | 0     | 2007      | Cuartos de final (2007)                        | 121          |
| 19  | Baréin                 | Primero o segundo del Grupo E (Tercera ronda) | 14 de noviembre de 2017 | 6     | 5     | 2015      | Semifinalista (2004)                           | 125          |
| 20  | Turkmenistán           | Primero o segundo del Grupo E (Tercera ronda) | 14 de noviembre de 2017 | 2     | 0     | 2004      | Fase de grupos (2004)                          | 114          |
| 21  | Kirguistán             | Primero o segundo del Grupo A (Tercera ronda) | 22 de marzo de 2018     | 1     | 1     | Debutante |                                                | 115          |
| 22  | Corea del Norte        | Segundo del Grupo B (Tercera ronda)           | 27 de marzo de 2018     | 5     | 3     | 2015      | Cuarto lugar (1980)                            | 119          |
| 23  | Filipinas              | Primero del Grupo F (Tercera ronda)           | 27 de marzo de 2018     | 1     | 1     | Debutante |                                                | 122          |
| 24  | Yemen                  | Segundo del Grupo F (Tercera ronda)           | 27 de marzo de 2018     | 2     | 0     | 1976      | Fase de grupos (1976)                          | 140          |